# Isotiocianato de metilo
El isotiocianato de metilo (MITC, de sus siglas en inglés) es un compuesto organosulfurado con la fórmula CH3N=C=S. Este sólido incoloro de bajo punto de fusión es un potente gas lacrimógeno. Como precursor de una variedad de compuestos bioactivos valiosos, es el isotiocianato orgánico más importante en la industria. Conocido como aceite de mostaza metílico, es un compuesto orgánico que, como éster metílico del ácido isotiocianico, pertenece a los isotiocianatos. Es un insómero del tiocianato de metilo.

## Síntesis
Se prepara industrialmente por dos vías. La producción anual en 1993 se estimó en 4.000 toneladas. El método principal implica la reorganización térmica del tiocianato de metilo: 
CH3S−C≡N → CH3N=C=S
También se prepara mediante la reacción de metilamina con disulfuro de carbono seguida de la oxidación del ditiocarbamato resultante con peróxido de hidrógeno. Un método relacionado es útil para preparar este compuesto en el laboratorio. 
El MITC se forma naturalmente tras la degradación enzimática de la glucocapparina, un glucósido que se encuentra en las alcaparras.

## Reacciones
Una reacción característica es con aminas para dar metiltioureas:
CH3NCS + R2NH → R2NC(S)NHCH3

Otros nucleófilos añaden de forma similar.

## Aplicaciones
Las soluciones de MITC se utilizan en la agricultura como fumigantes del suelo, principalmente para la protección contra hongos y nematodos.
El MITC es un componente básico para la síntesis de 1,3,4-tiadiazoles, que son compuestos heterocíclicos utilizados como herbicidas. Los productos comerciales incluyen "Spike", "Ustilan" y "Erbotan".
Los productos farmacéuticos conocidos preparados con MITC incluyen Zantac y Tagamet . El suritozol es un tercer ejemplo.
MITC se utiliza en la patente de Etasulina (Ex2  ), aunque el compuesto en cuestión (Ex6) es con EITC.

## Seguridad
El MITC es un lacrimógeno peligroso además de venenoso.